# 上亞布倫卡
上亞布倫卡（烏克蘭語：Верхня Яблунька），是烏克蘭西部的村莊，隸屬利維夫州的桑比爾區。該村始建於1559年，面積3.3平方公里，海拔高度637米，2001年該村落人口2,145。